# Phil Bredesen
Philip Norman Bredesen Jr. (21 de noviembre de 1943, Oceanport, Nueva Jersey) es un político, autor y empresario estadounidense que se desempeñó como el 48 ° gobernador de Tennessee de 2003 a 2011. 
Miembro del Partido Demócrata, fue elegido por primera vez en 2002 con el 50,6% del voto, y fue reelecto en 2006 con 68.0%. Anteriormente se desempeñó como el 66.º Alcalde de Nashville de 1991 a 1999. 
El 6 de diciembre de 2017, anunció que se postularía para el escaño abierto de Bob Corker en el Senado de los Estados Unidos, ya que Corker anunció que no buscaría la reelección en 2018.